# 불변면
| 연도   | 목성  | 토성  | 천왕성 | 해왕성 |
| ------ | ----- | ----- | ------ | ------ |
| 2009   | 0.32° | 0.93° | 1.02°  | 0.72°  |
| 142400 | 0.48° | 0.79° | 1.04°  | 0.55°  |
| 168000 | 0.23° | 1.01° | 1.12°  | 0.55°  |

불변면(不變面, invariable plane)은 행성계의 각운동량 벡터에 수직하게 질량중심을 지나가는 평면으로, 태양계의 경우 불변면을 결정하는 요인 중 98%가 목성형 행성(목성, 토성, 천왕성, 해왕성)으로 인해 발생한다. 불변면은 목성의 공전면과 0.5°내에 위치해 있으며, 모든 행성의 공전면을 질량에 비례해 낸 평균으로서 간주할 수 있다. 불변면은 각운동량의 합에 의해 결정되기 때문에, 한 계에서는 "불변"으로 유지된다.
불변면은 간혹 라플라스 불변면(invariable plane of Laplace)이나 단순히 라플라스면(Laplace plane)으로 불리기도 하지만, 위성의 궤도면에 대한 내용인 라플라스면이라는 용어가 이미 존재하므로 주의가 필요하다. 라플라스 불변면이라는 용어는 프랑스 천문학자 라플라스에서 온 용어이다.

## 설명

황도면과 불변면의 관계를 나타낸 도표.

천체의 궤도 각운동량 벡터의 크기는 다음과 같다.
{\displaystyle L=R^{2}M{\dot {\theta }}}
- {\displaystyle R}은 질량중심으로부터의 궤도 반지름이다.
- {\displaystyle M}은 천체의 질량이다.
- {\displaystyle {\dot {\theta }}}은 궤도 각속도이다.

태양계의 각운동량에서 목성은 60.3%로 가장 많은 양을 차지하며, 토성 24.5%, 해왕성 7.9%, 천왕성 5.3%가 뒤따른다. 태양은 균형추 역할을 하며, 전체 각운동량에서 2%밖에 차지하지 않는다.
태양계 천체 모두를 점질량으로 간주하면 관성계 내에서 불변면은 궤도로만 결정되기 때문에 완전히 불변으로 유지되지만, 실제 천체는 구형이 아니기 때문에 자전과 공전 운동 사이 극소량의 운동량이 이동하며 각운동량 벡터에 미세한 영향을 준다. 하지만 이 효과는 극히 미미하기 때문에, 고전역학에서는 불변으로 간주할 수 있다.

## 태양계 천체의 궤도 경사
| 지구형 행성 | 수성   | 7.01°  | 3.38°  | 6.34°  |
| 지구형 행성 | 금성   | 3.39°  | 3.86°  | 2.19°  |
| 지구형 행성 | 지구   | 0      | 7.155° | 1.57°  |
| 지구형 행성 | 화성   | 1.85°  | 5.65°  | 1.67°  |
| 목성형 행성 | 목성   | 1.31°  | 6.09°  | 0.32°  |
| 목성형 행성 | 토성   | 2.49°  | 5.51°  | 0.93°  |
| 목성형 행성 | 천왕성 | 0.77°  | 6.48°  | 1.02°  |
| 목성형 행성 | 해왕성 | 1.77°  | 6.43°  | 0.72°  |
| 소행성체    | 명왕성 | 17.14° | 11.88° | 15.55° |
| 소행성체    | 세레스 | 10.62° | —      | 9.20°  |
| 소행성체    | 팔라스 | 35.06° | —      | 34.43° |
| 소행성체    | 베스타 | 5.58°  | —      | 7.13°  |

## 참고 자료
- Souami, D.; Souchay, J. (2012), “The solar system's invariable plane” (PDF), 《Astronomy and Astrophysics》 543: A133, doi:10.1051/0004-6361/201219011